# Kathalijne Buitenweg
Kathalijne Maria Buitenweg (ur. 27 marca 1970 w Rotterdamie) – holenderska polityk, działaczka organizacji młodzieżowych, od 1999 do 2009 posłanka do Parlamentu Europejskiego, deputowana krajowa.

## Życiorys
W wieku 15 lat weszła w skład zarządu młodzieżowej organizacji NIVON, zajmującej się kwestiami środowiskowymi. W 1994 ukończyła studia na Uniwersytecie Amsterdamskim, specjalizując się w europeistyce i amerykanistyce. Od 1993 do 1995 była wiceprzewodniczącą europejskiego biura zajmującego się koordynacją działalności organizacji młodzieżowych. Pracowała następnie jako doradca polityczny Zielonej Lewicy, najpierw w strukturach europejskich, następnie w parlamencie krajowym.
W wyborach w 1999 uzyskała mandat do Parlamentu Europejskiego z ramienia GroenLinks. W 2004 z powodzeniem ubiegała się o reelekcję. Zasiadała w grupie Zielonych i Wolnego Sojuszu Europejskiego, pracowała w Komisji Wolności Obywatelskich, Sprawiedliwości i Spraw Wewnętrznych oraz w Komisji Budżetowej. Należała także do Komisji tymczasowej do zbadania sprawy rzekomego wykorzystania krajów europejskich przez CIA do transportu i nielegalnego przetrzymywania więźniów. Z PE odeszła po dziesięciu latach. W późniejszych wyborach kandydowała z listy Zielonej Lewicy jako lijstduwer (znana osobistość umieszczona na niemandatowej pozycji celem poprawienia wyniku wyborczego).
Natomiast w wyborach parlamentarnych w 2017 uzyskała mandat deputowanej do Tweede Kamer.